# Kerttu Rissanen
Kerttu Rissanen (* 23. Februar 1996) ist eine finnische Schauspielerin.

## Leben und Karriere
Rissanen wurde am 23. Februar 1996 geboren. Sie besuchte die Kallion lukio. Danach studierte sie an der Universität Helsinki. Ihr Debüt gab sie 2014 in der Fernsehserie Salatut elämät. Im selben Jahr bekam sie in Young Girl, Dream Girl eine Hauptrolle.
Anschließend war sie 2016 in Bikineitä ja timantteja zu sehen. 2018 wurde sie für die Serie Pihlajasatu gecastet. Außerdem spielte Rissanen in Pahainpäivä mit. Unter anderem nahm sie 2021 an der Sendung Selviytyjät Suomi teil.
Seit 2022 ist sie mit dem Schauspieler Sami Uotila verlobt.

## Filmografie
Serien
- 2014–2020: Salatut elämät
- 2014: Young Girl, Dream Girl
- 2016: Bikineitä ja timantteja
- 2018: Pihlajasatu
- 2018: Pahainpäivä

Sendung
- 2021: Selviytyjät Suomi